# Uriah Grant
Uriah Grant est un boxeur jamaïcain né le 20 janvier 1961 à Saint Andrew en Jamaïque.

## Carrière
Passé professionnel en 1984, il devient champion du monde des lourds-légers IBF en battant aux points Adolpho Washington le 21 juin 1997 mais il s'incline dès sa première défense contre Imamu Mayfield, également aux points, le 8 novembre 1997.